# Copa Confederacions 2013
La Copa Confederacions 2013 va ser la novena edició de la Copa Confederacions de la FIFA. El país amfitrió fou el Brasil i es disputà entre el 15 i 30 de juny de 2013.

## Participants
En aquesta edició hi van participar:
| Amfitrió                        |  | Brasil             |  | Brasil: organitzador de la Copa del Món de Futbol de 2014 |
| Copa del Món de Futbol          |  | Espanya            |  | Espanya: campió de la Copa del Món de Futbol de 2010      |
| UEFA (Europa)                   |  | Itàlia             |  | Itàlia: subcampió de l'Eurocopa 2012                      |
| CONMEBOL (Sud-amèrica)          |  | Uruguai            |  | Uruguai: campió de la Copa Amèrica 2011                   |
| CONCACAF (Nord i Centreamèrica) |  | Mèxic              |  | Mèxic: campió de la Copa d'Or de la CONCACAF de 2011      |
| AFC (Àsia)                      |  | Japó               |  | Japó: campió de la Copa d'Àsia de 2011                    |
| CAF (Àfrica)                    |  | Nigèria            |  | Nigèria: campió de la Copa d'Àfrica de Nacions 2013       |
| OFC (Oceania)                   |  | Polinèsia Francesa |  | Tahití: campió de la Copa de Nacions de l'OFC de 2012     |

## Estadis
Sis ciutats van ser aprovades com a ciutats amfitriones. La decisió final de la quantitat de seus a utilitzar (passant de quatre a sis) va ser assignada en funció de la situació del moment, a mitjans de novembre de 2012. Ciutats com São Paulo no van participar causa de l'endarreriment en la construcció o remodelació dels seus estadis, que es temia encara no estiguessin preparats pel 2014.
| Belo Horizonte    | Brasilia              | Recife            |
| ----------------- | --------------------- | ----------------- |
| Estádio Mineirão  | Estadi Mané Garrincha | Arena Pernambuco  |
| Capacitat: 62.547 | Capacitat: 71.412     | Capacitat: 46.154 |
|                   | Estadi Mané Garrincha | Arena Pernambuco  |
| Río de Janeiro    | Salvador              | Fortaleza         |
| Estádio Maracanã  | Estádio Fonte Nova    | Estádio Castelão  |
| Capacitat: 78.639 | Capacitat: 56.500     | Capacitat: 67.000 |
| Estádio Maracanã  | Estádio Fonte Nova    | Estádio Castelão  |

## Fase de grups

### Grup A
| Equip  | Pts | J | G | E | P | GF | GC | Dif |
| ------ | --- | - | - | - | - | -- | -- | --- |
| Brasil | 9   | 3 | 3 | 0 | 0 | 9  | 2  | +7  |
| Itàlia | 6   | 3 | 2 | 0 | 1 | 8  | 8  | 0   |
| Mèxic  | 3   | 3 | 1 | 0 | 2 | 3  | 5  | -2  |
| Japó   | 0   | 3 | 0 | 0 | 3 | 4  | 9  | -5  |

| Brasil                            | 3:0 (1:0) | Japó |
| --------------------------------- | --------- | ---- |
| Neymar 3' · Paulinho 48' · Jô 93' |           |      |

| Mèxic           | 1:2 (1:1) | Itàlia                    |
| --------------- | --------- | ------------------------- |
| J.Hernández 34' |           | Pirlo 27' · Balotelli 78' |

| Brasil             | 2:0 (1:0) | Mèxic |
| ------------------ | --------- | ----- |
| Neymar 9' · Jô 93' |           |       |

| Itàlia                                                          | 4:3 (1:2) | Japó                                         |
| --------------------------------------------------------------- | --------- | -------------------------------------------- |
| De Rossi 41' · Uchida (p.p.) 50' · Balotelli 52' · Giovinco 86' |           | Keisuke Honda 21' · Kagawa 33' · Okazaki 69' |

| Itàlia                          | 2:4 (0:1) | Brasil                                 |
| ------------------------------- | --------- | -------------------------------------- |
| Giaccherini 51' · Chiellini 71' |           | Dante 45' · Neymar 55' · Fred 66', 89' |

| Japó        | 1:2 (0:0) | Mèxic                |
| ----------- | --------- | -------------------- |
| Okazaki 86' |           | J.Hernández 54', 66' |

### Grup B
| Equip   | Pts | J | G | E | P | GF | GC | Dif |
| ------- | --- | - | - | - | - | -- | -- | --- |
| Espanya | 9   | 3 | 3 | 0 | 0 | 15 | 1  | 14  |
| Uruguai | 6   | 3 | 2 | 0 | 1 | 11 | 3  | 8   |
| Nigèria | 3   | 3 | 1 | 0 | 2 | 7  | 6  | 1   |
| Tahití  | 0   | 3 | 0 | 0 | 3 | 1  | 24 | -23 |

| Espanya                 | 2:1 (2:0) | Uruguai    |
| ----------------------- | --------- | ---------- |
| Pedro 20' · Soldado 32' |           | Suárez 88' |

| Tahití    | 1:6 (0:3) | Nigèria                                                                       |
| --------- | --------- | ----------------------------------------------------------------------------- |
| Tehau 41' |           | Vallar 5' (a.g.) · Oduamadi 10' 26' 76' · J. Tehau 69' (a.g.) · Echiéjilé 80' |

| Espanya                                                              | 10:0 (4:0) | Tahití |
| -------------------------------------------------------------------- | ---------- | ------ |
| Torres 5' 33' 57' 78' · Silva 31' 89' · Villa 39' 49' 64' · Mata 66' |            |        |

| Nigèria   | 1:2 (1:1) | Uruguai                 |
| --------- | --------- | ----------------------- |
| Mikel 37' |           | Lugano 19' · Forlán 51' |

| Itàlia | 0:3 (0:3) | Espanya                  |
| ------ | --------- | ------------------------ |
|        |           | Alba 3' 88' · Torres 45' |

| Uruguai                                                                       | 8:0 (4:0) | Tahití |
| ----------------------------------------------------------------------------- | --------- | ------ |
| Hernández 2' 24' 45'+1' 67' (pen.) · Pérez 27' · Lodeiro 61' · Suárez 82' 90' |           |        |

## Eliminatòries
|  | Semifinals                  | Semifinals             |   |                                | Final                          | Final |
|  |                             |                        |   |                                |                                |       |
|  | 26 de juny – Belo Horizonte |                        |   |                                |                                |       |
|  | Brasil                      | 2                      |   |                                |                                |       |
|  | Uruguai                     | 1                      |   |                                |                                |       |
|  |                             |                        |   |                                |                                |       |
|  |                             |                        |   |                                | 30 de juny – Rio de Janeiro    |       |
|  |                             |                        |   |                                | Brasil                         | 3     |
|  |                             | Espanya                | 0 |                                |                                |       |
|  |                             |                        |   |                                |                                |       |
|  |                             |                        |   |                                |                                |       |
|  |                             |                        |   |                                | Tercer lloc                    |       |
|  | 27 de juny – Fortaleza      | 27 de juny – Fortaleza |   | 30 de juny – Salvador de Bahia | 30 de juny – Salvador de Bahia |       |
|  | Espanya                     | 0 (7)                  |   | Uruguai                        | 2 (2)                          |       |
|  | Itàlia                      | 0 (6)                  |   |                                | Itàlia                         | 2 (3) |

### Semifinals
| Brasil                  | 2:1 (1:0) | Uruguai    |
| ----------------------- | --------- | ---------- |
| Fred 41' · Paulinho 86' |           | Cavani 48' |

| Espanya                                                  | 0:0 (0:0)-(7:6) | Itàlia                                                                  |
| -------------------------------------------------------- | --------------- | ----------------------------------------------------------------------- |
| Xavi · Iniesta · Piqué · Ramos · Mata · Busquets · Navas |                 | Candreva · Aquilani · De Rossi · Giovinco · Pirlo · Montolivo · Bonucci |

### Tercer lloc
| Uruguai                                                       | 2:2 (0:1)-(2:3) | Itàlia                                                                        |
| ------------------------------------------------------------- | --------------- | ----------------------------------------------------------------------------- |
| Cavani 58' 78' · Forlán · Cavani · Suárez · Cáceres · Gargano |                 | Astori 24' · Diamanti 73' · Aquilani · El Shaarawy · De Sciglio · Giaccherini |

### Final
| Brasil                    | 3:0 (2:0) | Espanya |
| ------------------------- | --------- | ------- |
| Fred 2', 47' · Neymar 44' |           |         |

## Golejadors
5 gols
- Fernando Torres
- Fred

4 gols
- Abel Hernández
- Neymar

3 gols
- Nnamdi Oduamadi
- David Villa
- Javier Hernández
- Luis Suárez
- Edinson Cavani

2 gols
- Jô
- Paulinho
- Mario Balotelli
- David Silva
- Jordi Alba
- Shinji Okazaki

1 gol
- Dante
- Andrea Pirlo
- Daniele De Rossi
- Sebastian Giovinco
- Emanuele Giaccherini
- Giorgio Chiellini
- Davide Astori
- Alessandro Diamanti
- Pedro Rodríguez
- Roberto Soldado
- Juan Mata
- Diego Lugano
- Diego Forlán
- Diego Pérez
- Nicolás Lodeiro
- Jonathan Tehau
- Uwa Elderson Echiéjilé
- John Obi Mikel
- Keisuke Honda
- Shinji Kagawa

En porteria pròpria
- Nicolas Vallar (per Nigèria)
- Jonathan Tehau (per Nigèria)
- Atsuto Uchida (per Itàlia)

## Àrbitres
| Confederació | Àrbitre          | Assistents                                 |
| ------------ | ---------------- | ------------------------------------------ |
| AFC          | Ravshan Irmatov  | Abdukhamidullo Rasulov · Bahadyr Kochkarov |
| AFC          | Yuichi Nishimura | Toru Sagara · Toshiyuki Nagi               |
| CAF          | Djamel Haimoudi  | Albdelhak Etchiali · Redouane Achik        |
| CONCACAF     | Joel Aguilar     | William Torres · Juan Zumba                |
| CONMEBOL     | Diego Abal       | Hernán Maidana · Juan Pablo Belatti        |
| CONMEBOL     | Enrique Osses    | Francisco Mondria · Carlos Astroza         |
| UEFA         | Felix Brych      | Thorsten Schiffner · Mark Borsch           |
| UEFA         | Björn Kuipers    | Sander van Roekel · Erwin Zeinstra         |
| UEFA         | Pedro Proença    | Bertino Miranda · Tiago Trigo              |
| UEFA         | Howard Webb      | Darren Cann · Mike Mullarkey               |